# Moraba missilliformis
Moraba missilliformis är en insektsart som beskrevs av Rehn, J.A.G. 1952. Moraba missilliformis ingår i släktet Moraba och familjen Morabidae. Inga underarter finns listade i Catalogue of Life.